# Хлорид молибдена(II)
Хлорид молибдена(II) — неорганическое соединение, соль металла молибдена и соляной кислоты с формулой MoCl2,
жёлтое вещество,
нерастворимое в воде,
образует кристаллогидрат.

## Получение
- Действие фосгена на нагретый молибден:

{\displaystyle {\mathsf {Mo+COCl_{2}\ {\xrightarrow {630^{o}C}}\ MoCl_{2}+CO}}}
- Разложение хлорида молибдена(III) при нагревании в инертной атмосфере:

{\displaystyle {\mathsf {2MoCl_{3}\ {\xrightarrow {T}}\ MoCl_{2}+MoCl_{4}}}}

## Физические свойства
Хлорид молибдена(II) образует жёлтое аморфное вещество
нерастворимое в воде, толуоле и уксусной кислоте.
Растворимо в этаноле, диэтиловом эфире, ацетоне, концентрированных кислотах.
Молекулы хлорида молибдена гексамерны и имеют строение [Mo6Cl8]Cl4.
Образует кристаллогидрат состава [Mo6Cl8]Cl4•8H2O —
кристаллы
тетрагональной сингонии,
пространственная группа P 4/nnc,
параметры ячейки a = 0,906 нм, c = 2,804 нм, Z = 4.

## Химические свойства
- Диспропорционирует при нагревании выше 700 °C:

{\displaystyle {\mathsf {3MoCl_{2}\ {\xrightarrow {>700^{o}C}}\ Mo+2MoCl_{3}}}}
- Растворяется в щелочах:

{\displaystyle {\mathsf {[Mo_{6}Cl_{8}]Cl_{4}+6KOH\ {\xrightarrow {}}\ K_{2}[Mo_{6}Cl_{8}(OH)_{6}]+4KCl}}}
- Реагирует с раствором нитрата серебра:

{\displaystyle {\mathsf {[Mo_{6}Cl_{8}]Cl_{4}+4AgNO_{3}+2H_{2}O\ {\xrightarrow {}}\ [Mo_{6}Cl_{8}(OH)_{2}(NO_{3})_{4}]+4AgCl}}}